# Йосипівка (Івано-Франківський район)
Йосипі́вка — село в Україні, у Рогатинській міській громаді Івано-Франківського району Івано-Франківської області.

## Історія
17 жовтня 1954 Івано-Франківський облвиконком рішенням № 744 передав в Букачівському районі хутір Йосипівку з Васючинської сільської ради до Явченської сільської ради.
12 червня 2020 року, відповідно до Розпорядження Кабінету Міністрів України  № 714-р «Про визначення адміністративних центрів та затвердження територій територіальних громад Івано-Франківської області», увійшло до складу Рогатинської міської громади.
19 липня 2020 року, в результаті адміністративно-територіальної реформи та ліквідації Рогатинського району, село увійшло до складу новоутвореного Івано-Франківського району.